# Слобожанское (Красноградский район)
Слобожа́нское (укр. Слобожанське; до 2016 г. — Чапа́ево, до 1925 г. — Циглевровка-Шляховое) — посёлок в Кегичёвском районе Харьковской области Украины.
Входит в состав Чапаевского поселкового совета.
Является административным центром Чапаевского поселкового совета, в который, кроме того, входят сёла Казацкое и Александровское.

## Географическое положение
Слобожанское находится на реке Шляховая, выше по течению примыкает к селу Шляховое, ниже по течению примыкает к селу Александровское. К селу примыкает село Казацкое. На реке есть несколько запруд. К посёлку ведет отдельная (используемая только для нужд сахарного завода) железнодорожная ветка от пгт Кегичёвка. Рядом с посёлком есть большие отстойники.

## История
Посёлок основан во второй половине 19 века и до 1925 года назывался Циглевровка-Шляховое; является центром поселкового Совета. Расположен в 13 км от Кегичёвки, в 11 км от железнодорожной станции Кегичёвка. На 1976 год: дворов — 936, население составляло 3176 человек.
Поселковому совету подчинены села Казацкое и Ульяновка (в 2010-х годах).
Во время Гражданской войны махновцы неоднократно производили нападения на сахзавод с целью грабежа сахара.
В Слобожанском расположен сахарный комбинат, которому в 1925 было присвоено имя В. И. Ленина, в состав которого в 1976 году входили свеклосовхоз и сахарный завод. За комбинатом были закреплены 5,4 тыс. га сельскохозяйственных угодий, в том числе 4,8 тыс. га пахотных земель. Его основное направление — выращивание семян сахарной свеклы. Были развиты растениеводство, животноводство. Завод производит сахар-песок. В 1976 году на предприятии были заняты 803 человека, из них рабочих — 750. Ежесуточно завод перерабатывал 22,5 тысячи центнеров сахарной свеклы. Основные производственные процессы были автоматизированы.
За успехи в развитии сахарного производства и сельского хозяйства 386 тружеников комбината были на 1976 год награждены орденами и медалями Союза ССР. Работники Н. Ф. Войцехов, М. В. Гнатенко, М. М. Конева, Д. И. Лазуронко, М. Т. Луговая, Е. Н. Нагорная, А. П. Ганжа удостоены звания Героя Социалистического Труда. Орденами Ленина и Октябрьской Революции награждён комбайнер совхоза И. В. Антоненко, орденом Ленина — бывший управляющий отделением Н. В. Иванов, комбайнер совхоза С. В. Касютич, слесарь завода Г. А. Селиванов, орденом Октябрьской Революции — главный инженер-механик совхоза А. Н. Мужило, главный агроном совхоза К. Т. Лозик.
В поселке есть средняя школа, где в 1976 г. 50 учителей обучали 659 детей, филиал Кегичёвской музыкальной школы, дом культуры с залом на 460 мест, библиотека с книжным фондом 13 тыс. экземпляров, больница, амбулатория, аптека, детский комбинат на 120 мест, 3 магазина.
350 жителей села были участниками Великой Отечественной войны, из них 120 погибли; на 1976 год 16 человек были награждены боевыми орденами и медалями Союза ССР. За мужество и отвагу, проявленные при форсировании Днепра, звание Героя Советского Союза присвоено посмертно жителю села Парасковии И. Т. Даценко. Токарь сахарного завода И. Ф. Фомичев был участником движения Сопротивления Франции, в августе 1944 года водрузил красное знамя над зданием посольства СССР в освобождённом Париже. В честь погибших односельчан в Слобожанском установлен памятник.
В 1977 году здесь действовали сахарный завод и асфальтобетонный завод.
По данным переписи 2019 года численность населения составляла 2668 человек, на 1 января 2018 года — 2675 человека.
В январе 1989 года численность населения составляла 2922 человека,
В июле 1995 года Кабинет министров Украины утвердил решение о приватизации находившихся здесь сахарного завода и свеклосовхоза им. Ленина.
По данным переписи 2001 года численность населения составляла 2911 человек, на 1 января 2013 года — 2772 человека.

## Транспорт
Посёлок находится в 11 км от железнодорожной станции Кегичевка (на линии Красноград — Лозовая).

## Экономика
- Молочно-товарная ферма.
- Кегичёвский хлебозавод.
- ООО «Цукрове» — сахарный завод.
- ПАО «Насинневое» — сельскохозяйственное предприятие.
- Асфальтный завод.
- Семенной завод.

## Объекты социальной сферы
- Школа.
- Спортивная площадка.

## Достопримечательности
- Братская могила советских воинов.